# Политика «Look East»

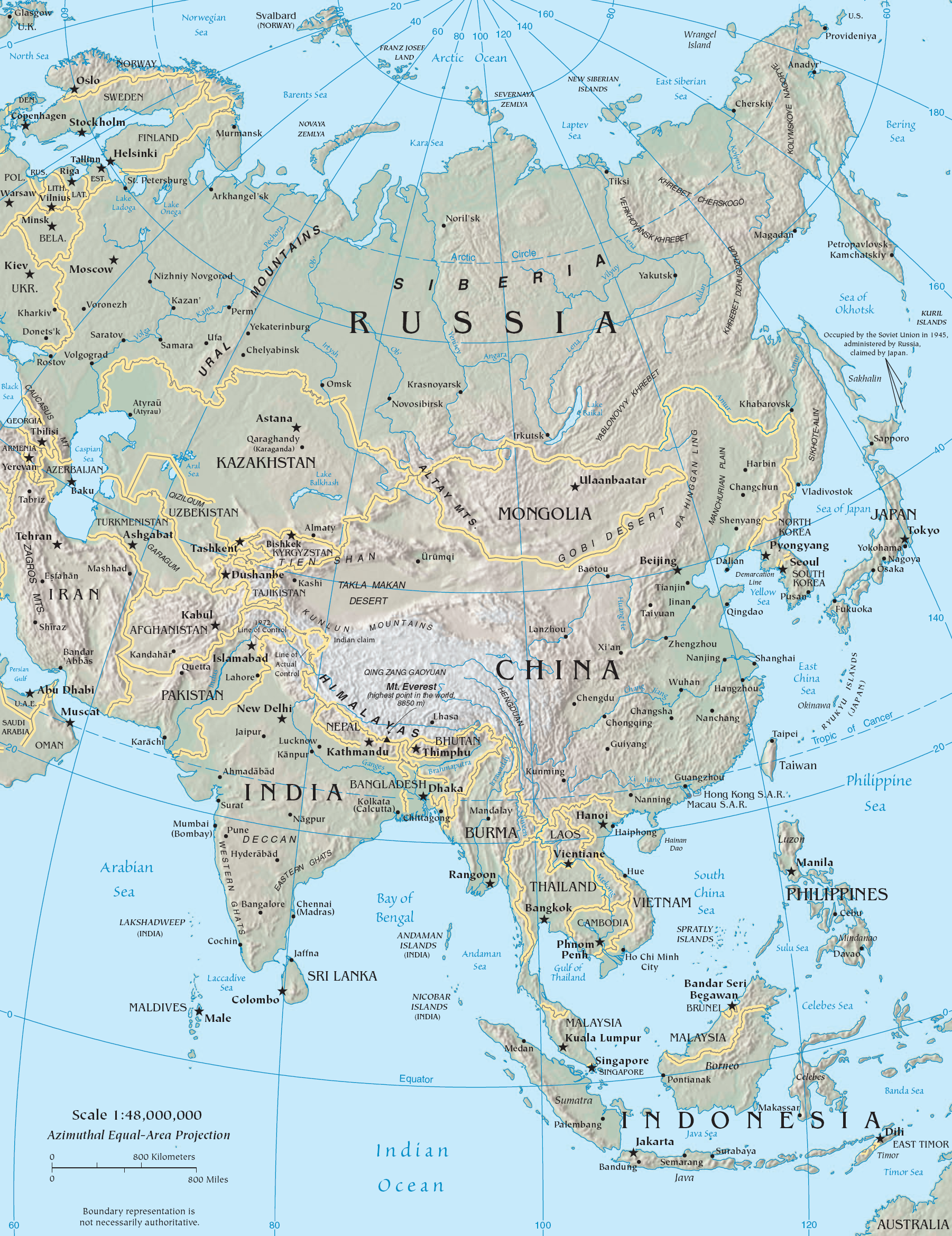
Индия, Китай и страны Юго-Восточной Азии на политической карте

Политика «Look East» (в переводе с англ. «Гляди на восток») — внешнеполитическая стратегия, направленная на расширение экономических и политических связей между Индией и странами Юго-Восточной Азии. Была инициирована в 1991 году, при премьер-министре Нарасимха Рао. Впоследствии этой политики придерживались правительства Атала Бихари Ваджпаи и Манмохана Сингха.
По мнению Сунанды Дата-Рэя, автора книги «Looking East to Look West: Lee Kuan Yew’s Mission India» описывающей эту политику, Нарасимха Рао разработал концепцию «Look East» как первый шаг в укреплении взаимодействия с США в вопросах экономики и безопасности. Однако во многом благодаря премьер-министру Сингапура Ли Куан Ю она стала самоцелью.
С философией политики «Look East» согласуется представление, что Индия находит своё предназначение во все более и более тесных контактах со своими азиатскими партнёрами, и что в интересы будущего Индии и усиления её экономики входит всё большая интеграция с Восточной и Юго-Восточной Азией.